# برایان گریفیتس
برایان گریفیتس (انگلیسی: Bryan Griffiths؛ زادهٔ ۲۶ ژانویهٔ ۱۹۶۵) بازیکن فوتبال اهل بریتانیا است.
از باشگاه‌هایی که در آن بازی کرده‌است می‌توان به باشگاه فوتبال ویگان اتلتیک، باشگاه فوتبال ساوتپورت، باشگاه فوتبال سنت هلنز تاون، و باشگاه فوتبال بلکپول اشاره کرد.